# Kulbașne, Velîka Bahacika
Kulbașne (în ucraineană Кульбашне) este un sat în comuna Mîhailivka din raionul Velîka Bahacika, regiunea Poltava, Ucraina.

## Demografie
Componența lingvistică a localității Kulbașne
     Ucraineană (100%)
Conform recensământului din 2001, toată populația localității Kulbașne era vorbitoare de ucraineană (100%).